# Argentina ai Giochi della XV Olimpiade
L'Argentina partecipò ai Giochi della XV Olimpiade, svoltisi ad Helsinki, dal 19 luglio al 3 agosto 1952, 
con una delegazione di 123 atleti, di cui 8 donne, impegnati in 15 discipline,
aggiudicandosi 1 medaglia d'oro, 2 medaglie d'argento e 2 medaglie di bronzo.

## Medagliere

### Per discipline
| Sport             | Oro | Argento | Bronzo | Totale |
| ----------------- | --- | ------- | ------ | ------ |
| Canottaggio       | 1   | 0       | 0      | 1      |
| Pugilato          | 0   | 1       | 1      | 2      |
| Atletica leggera  | 0   | 1       | 0      | 1      |
| Sollevamento pesi | 0   | 0       | 1      | 1      |
| Totale            | 1   | 2       | 2      | 5      |

### Medaglie
| Medaglia | Atleta                             | Sport             | Evento                 |
| -------- | ---------------------------------- | ----------------- | ---------------------- |
| Oro      | Tranquilo Capozzo Eduardo Guerrero | Canottaggio       | Due di coppia maschile |
| Argento  | Reinaldo Gorno                     | Atletica leggera  | Maratona               |
| Argento  | Antonio Pacenza                    | Pugilato          | Pesi mediomassimi      |
| Bronzo   | Eladio Herrera                     | Pugilato          | Pesi superwelter       |
| Bronzo   | Humberto Selvetti                  | Sollevamento pesi | Pesi massimi           |

## Risultati

### Pallacanestro
| Atleta | Classifica |
| --- | ---------- |
| V · D · M Nazionale argentina - Pallacanestro ai Giochi della XV Olimpiade 3 Menini · 4 del Vecchio · 5 Contarbio · 6 Pérez Varela · 7 Gazsó · 8 López · 9 Viau · 11 González · 12 Uder · 13 Monza · 15 Pagliari · 16 Lledó · 17 Furlong · 18 Poletti · All. Jorge Canavesi | 4°         |
| Nazionale argentina - Pallacanestro ai Giochi della XV Olimpiade |            |
| 3 Menini · 4 del Vecchio · 5 Contarbio · 6 Pérez Varela · 7 Gazsó · 8 López · 9 Viau · 11 González · 12 Uder · 13 Monza · 15 Pagliari · 16 Lledó · 17 Furlong · 18 Poletti · All. Jorge Canavesi                                                                            |            |

### Pallanuoto
| Atleta | Classifica |                      |
| --- | --- | -------------------- |
| V · D · M Nazionale maschile argentina di pallanuoto · Giochi olimpici - Helsinki 1952 Codaro · Díez · Normandín · Sebastián · Szabo · C. Visentín · M. Visentín · Maidana · González · Marino · CT : - | 16° |                      |
| Nazionale maschile argentina di pallanuoto · Giochi olimpici - Helsinki 1952 | |                      |
| Codaro · Díez · Normandín · Sebastián · Szabo · C. Visentín · M. Visentín · Maidana · González · Marino · CT: -                                                                                         | Codaro · Díez · Normandín · Sebastián · Szabo · C. Visentín · M. Visentín · Maidana · González · Marino · CT: - | Argentina (bandiera) |